# AZ in het seizoen 2025/26 (mannen)
In het seizoen 2025/26 komt AZ uit in de VriendenLoterij Eredivisie. Ook doet AZ dit seizoen mee in de toernooien om de Eurojackpot KNVB Beker en de UEFA Conference League.

## Selectie
| Nr.           | Nat.       | Naam                    | Geb. dat.  | Vorige club           | Contract tot |
| Doelmannen    | Doelmannen | Doelmannen              | Doelmannen | Doelmannen            | Doelmannen   |
| ------------- | ---------- | ----------------------- | ---------- | --------------------- | ------------ |
| 1             | Nederland  | Rome-Jayden Owusu-Oduro | 02-07-2004 | Eigen jeugd           | 2030         |
| 12            | Nederland  | Hobie Verhulst          | 02-04-1993 | Go Ahead Eagles       | 2028         |
| 31            | Nederland  | Daniël Deen             | 13-02-2003 | Eigen jeugd           | 2026         |
| 41            | Nederland  | Jeroen Zoet             | 06-01-1991 | Spezia Calcio         | 2027         |
| Verdedigers   |            |                         |            |                       |              |
| 2             | Japan      | Seiya Maikuma           | 16-10-1997 | Cerezo Osaka          | 2028         |
| 3             | Nederland  | Wouter Goes             | 10-06-2004 | Eigen jeugd           | 2028         |
| 4             | Nederland  | Maxim Dekker            | 21-04-2004 | Eigen jeugd           | 2029         |
| 5             | Portugal   | Alexandre Penetra       | 09-01-2001 | FC Famalicão          | 2028         |
| 15            | Mexico     | Mateo Chávez            | 12-05-2004 | CD Guadalajara        | 2030         |
| 22            | Nederland  | Elijah Dijkstra         | 05-08-2006 | Eigen jeugd           | 2029         |
| 30            | Nederland  | Denso Kasius            | 06-10-2002 | Bologna FC            | 2027         |
| 34            | Nederland  | Mees de Wit             | 17-04-1998 | PEC Zwolle            | 2029         |
| 52            | Nederland  | Billy van Duijl         | 04-10-2005 | FC Volendam           | 2029         |
| Middenvelders |            |                         |            |                       |              |
| 6             | Nederland  | Peer Koopmeiners        | 04-05-2000 | Almere City FC        | 2028         |
| 8             | Nederland  | Jordy Clasie            | 27-06-1991 | Southampton FC        | 2028         |
| 10            | Nederland  | Sven Mijnans            | 09-03-2000 | Sparta Rotterdam      | 2028         |
| 21            | Nederland  | Dave Kwakman            | 07-08-2004 | Eigen jeugd           | 2028         |
| 26            | Nederland  | Kees Smit               | 20-01-2006 | Eigen jeugd           | 2028         |
| 28            | Nederland  | Zico Buurmeester        | 07-06-2002 | PEC Zwolle            | 2026         |
| Aanvallers    |            |                         |            |                       |              |
| 9             | Ierland    | Troy Parrott            | 04-02-2002 | Tottenham Hotspur U21 | 2029         |
| 11            | Ghana      | Ibrahim Sadiq           | 07-05-2000 | BK Häcken             | 2028         |
| 17            | Denemarken | Isak Jensen             | 23-12-2003 | Viborg FF             | 2030         |
| 25            | Nederland  | Lequincio Zeefuik       | 26-11-2004 | FC Volendam           | 2029         |
| 27            | Nederland  | Ro-Zangelo Daal         | 10-02-2004 | Eigen jeugd           | 2030         |
| 35            | Nederland  | Mexx Meerdink           | 24-07-2003 | Vitesse               | 2027         |

Laatst bijgewerkt: 17 augustus 2025

Bron: A-selectie van AZ

## Transfers
Voor recente transfers bekijk: Lijst van Eredivisie transfers zomer 2025/26
Voor recente transfers bekijk: Lijst van Eredivisie transfers winter 2025/26

### Zomer

#### Aangetrokken
| Nationaliteit | Naam                | Positie      | Vorige club        | Bijzonderheid                     |
| ------------- | ------------------- | ------------ | ------------------ | --------------------------------- |
| Nederland     | Myron van Brederode | Aanvaller    | Fortuna Düsseldorf | Was verhuurd, niet in de selectie |
| Mexico        | Mateo Chávez        | Verdediger   | CD Guadalajara     | € 2.000.000                       |
| Denemarken    | Isak Jensen         | Aanvaller    | Viborg FF          | € 4.000.000                       |
| Nederland     | Dave Kwakman        | Middenvelder | FC Groningen       | Was verhuurd                      |
| Nederland     | Lequincio Zeefuik   | Aanvaller    | OH Leuven          | Was verhuurd                      |

#### Vertrokken
| Nationaliteit | Naam               | Positie      | Nieuwe club             | Bijzonderheid      |
| ------------- | ------------------ | ------------ | ----------------------- | ------------------ |
| Nederland     | Jayden Addai       | Aanvaller    | Como 1907               | € 14.000.000       |
| Servië        | Kristijan Belić    | Middenvelder | Maccabi Tel Aviv        | Verhuurd, tot koop |
| Nederland     | Ruben van Bommel   | Aanvaller    | PSV                     | € 15.800.000       |
| Zweden        | Mayckel Lahdo      | Aanvaller    | FC Nantes               | Verhuurd, tot koop |
| Nederland     | Bruno Martins Indi | Verdediger   | Sparta Rotterdam        | Transfervrij       |
| Noorwegen     | David Møller Wolfe | Verdediger   | Wolverhampton Wanderers | € 12.000.000       |
| Nederland     | Ernest Poku        | Aanvaller    | Bayer 04 Leverkusen     | € 10.000.000       |
| Nederland     | Lewis Schouten     | Verdediger   | Excelsior Rotterdam     | Verhuurd           |
| Nederland     | Sem Westerveld     | Doelman      | MVV Maastricht          | Verhuurd           |

### Winter

#### Aangetrokken
| Nationaliteit | Naam | Positie | Vorige club | Bijzonderheid |
| ------------- | ---- | ------- | ----------- | ------------- |
|               |      |         |             |               |

#### Vertrokken
| Nationaliteit | Naam | Positie | Nieuwe club | Bijzonderheid |
| ------------- | ---- | ------- | ----------- | ------------- |
|               |      |         |             |               |

## Staf
| Naam                 | Nationaliteit | Functie             | Sinds | Contract | Vorige club       |
| -------------------- | ------------- | ------------------- | ----- | -------- | ----------------- |
| Technische staf      |               |                     |       |          |                   |
| Maarten Martens      | België        | Hoofdtrainer        | 2024  | 2028     | Jong AZ           |
| Robert Franssen      | Nederland     | Assistent-trainer   | 2020  |          | AZ Jeugdopleiding |
| Kenneth Goudmijn     | Nederland     | Assistent-trainer   | 2021  |          | AZ Jeugdopleiding |
| Jan Sierksma         | Nederland     | Assistent-trainer   | 2024  |          | Jong AZ           |
| Maarten Stekelenburg | Nederland     | Assistent-trainer   | 2025  |          |                   |
| Nick van Aart        | Nederland     | Keeperstrainer      | 2011  |          |                   |
| Directie             |               |                     |       |          |                   |
| Merijn Zeeman        | Nederland     | Algemeen directeur  | 2024  |          |                   |
| Max Huiberts         | Nederland     | Technisch directeur | 2016  |          |                   |

## Wedstrijden

### Vriendschappelijk
| Datum & Tijd           | Wedstrijd                 | Uitslag | Verslag |
| ---------------------- | ------------------------- | ------- | ------- |
| 28-06-2025 – 16:30 uur | AZ – Kilmarnock FC        | 2 – 0   | 1       |
| 05-07-2025 – 16:30 uur | AZ – SV Zulte Waregem     | 0 – 1   | 2       |
| 09-07-2025 – 18:00 uur | AZ – Aris FC              | 3 – 2   | 3       |
| 12-07-2025 – 13:00 uur | AZ – Almere City FC       | 3 – 2   | 4       |
| 16-07-2025 – 19:30 uur | KAA Gent – AZ             | 1 – 2   | 5       |
| 19-07-2025 – 16:30 uur | AZ – NK Lokomotiva Zagreb | 2 – 1   | 6       |
| 26-07-2025 – 15:00 uur | AZ – Olympiakos Piraeus   | 0 – 2   | 7       |
| 03-08-2025 – 15:00 uur | AZ – OFI Kreta            | 2 – 2   | 8       |

### VriendenLoterij Eredivisie
| №  | Datum & Tijd                          | Wedstrijd                | Uitslag | Verslag |
| -- | ------------------------------------- | ------------------------ | ------- | ------- |
| 1  | 10-08-2025 – 14:30 uur                | AZ – FC Groningen        | 4 – 1   | 1       |
| 2  | 17-08-2025 – 16:45 uur                | FC Volendam – AZ         | 2 – 2   | 2       |
| 3  | 24-09-2025 – 20:00 uur                | AZ – PEC Zwolle          | –       |         |
| 4  | 31-08-2025 – 16:45 uur                | NAC Breda – AZ           | –       |         |
| 5  | 14-09-2025 – 14:30 uur                | Heracles Almelo – AZ     | –       |         |
| 6  | 21-09-2025 – 16:45 uur                | AZ – Feyenoord           | –       |         |
| 7  | 28-09-2025 – 12:15 uur                | N.E.C. – AZ              | –       |         |
| 8  | 05-10-2025 – 14:30 uur                | AZ – Telstar             | –       |         |
| 9  | 18-10-2025 – 21:00 uur                | Ajax – AZ                | –       |         |
| 10 | 26-10-2025 – 16:45 uur                | AZ – FC Utrecht          | –       |         |
| 11 | 02-11-2025 – 14:30 uur                | Sparta Rotterdam – AZ    | –       |         |
| 12 | 09-11-2025 – 14:30 uur                | AZ – PSV                 | –       |         |
| 13 | 22/23-11-2025 – --:-- uur             | sc Heerenveen – AZ       | –       |         |
| 14 | 28/29/30-11-2025 – --:-- uur          | FC Twente – AZ           | –       |         |
| 15 | 05/06/07-12-2025 – --:-- uur          | AZ – Go Ahead Eagles     | –       |         |
| 16 | 12/13/14-12-2025 – --:-- uur          | AZ – Excelsior Rotterdam | –       |         |
| 17 | 19/20/21-12-2025 – --:-- uur          | Fortuna Sittard – AZ     | –       |         |
| 18 | 09/10/11-01-2026 – --:-- uur          | AZ – FC Volendam         | –       |         |
| 19 | 16/17/18-01-2026 – --:-- uur          | PEC Zwolle – AZ          | –       |         |
| 20 | 23/24/25-01-2026 – --:-- uur          | Telstar – AZ             | –       |         |
| 21 | 30/31-01/01-02-2026 – --:-- uur       | AZ – N.E.C.              | –       |         |
| 22 | 06/07/08-02-2026 – --:-- uur          | AZ – Ajax                | –       |         |
| 23 | 13/14/15-02-2026 – --:-- uur          | Excelsior Rotterdam – AZ | –       |         |
| 24 | 20/21/22-02-2026 – --:-- uur          | AZ – Sparta Rotterdam    | –       |         |
| 25 | 27/28-02/01-03-2026 – --:-- uur       | FC Utrecht – AZ          | –       |         |
| 26 | 06/07/08-03-2026 – --:-- uur          | PSV – AZ                 | –       |         |
| 27 | 13/14/15-03-2026 – --:-- uur          | AZ – Heracles Almelo     | –       |         |
| 28 | 20/21/22-03-2026 – --:-- uur          | FC Groningen – AZ        | –       |         |
| 29 | 04/05-04-2026 – --:-- uur             | AZ – Fortuna Sittard     | –       |         |
| 30 | 10/11/12-04-2026 – --:-- uur          | AZ – sc Heerenveen       | –       |         |
| 31 | 21/22/23/24/25/26-04-2026 – --:-- uur | Go Ahead Eagles – AZ     | –       |         |
| 32 | 02/03-05-2026 – --:-- uur             | AZ – FC Twente           | –       |         |
| 33 | 10-05-2026 – 14:30 uur                | Feyenoord – AZ           | –       |         |
| 34 | 17-05-2026 – 14:30 uur                | AZ – NAC Breda           | –       |         |

### Eurojackpot KNVB Beker
| Ronde | Datum & Tijd | Wedstrijd | Uitslag | Verslag |
| ----- | ------------ | --------- | ------- | ------- |

### UEFA Conference League
| Ronde              | Wedstrijd | Datum & Tijd           | Wedstrijd         | Uitslag | Totaal | Verslag |
| ------------------ | --------- | ---------------------- | ----------------- | ------- | ------ | ------- |
| Tweede voorronde   | 1         | 24-07-2025 – 18:00 uur | Ilves – AZ        | 4 – 3   | 8 – 3  | 1       |
| Tweede voorronde   | 2         | 31-07-2025 – 18:45 uur | AZ – Ilves        | 5 – 0   | 8 – 3  | 2       |
| Derde voorronde    | 1         | 07-08-2025 – 20:00 uur | AZ – FC Vaduz     | 3 – 0   | 4 – 0  | 3       |
| Derde voorronde    | 2         | 14-08-2025 – 19:30 uur | FC Vaduz – AZ     | 0 – 1   | 4 – 0  | 4       |
| Play-off voorronde | 1         | 21-08-2025 – 21:00 uur | Levski Sofia – AZ | –       | –      |         |
| Play-off voorronde | 2         | 28-08-2025 – 19:30 uur | AZ – Levski Sofia | –       | –      |         |

## Statistieken

### Tussenstand in Nederlandse Eredivisie
| Stand | Gespeeld | Gewonnen | Gelijk | Verloren | Punten | Doelpunten voor | Doelpunten tegen | Gele kaarten | Twee gele kaarten | Rode kaarten |
| ----- | -------- | -------- | ------ | -------- | ------ | --------------- | ---------------- | ------------ | ----------------- | ------------ |
| 5e    | 2        | 2        | 0      | 0        | 6      | 6               | 3                | 5            | 0                 | 0            |

#### Punten, stand en doelpunten per speelronde
| Speelronde                            | 1  | 2  | 3 | 4 | 5 | 6 | 7 | 8 | 9 | 10 | 11 | 12 | 13 | 14 | 15 | 16 | 17 | 18 | 19 | 20 | 21 | 22 | 23 | 24 | 25 | 26 | 27 | 28 | 29 | 30 | 31 | 32 | 33 | 34 | Totaal |
| ------------------------------------- | -- | -- | - | - | - | - | - | - | - | -- | -- | -- | -- | -- | -- | -- | -- | -- | -- | -- | -- | -- | -- | -- | -- | -- | -- | -- | -- | -- | -- | -- | -- | -- | ------ |
| Aantal punten per speelronde          | 3  | 3  |   |   |   |   |   |   |   |    |    |    |    |    |    |    |    |    |    |    |    |    |    |    |    |    |    |    |    |    |    |    |    |    | 6      |
| Aantal punten na speelronde           | 3  | 6  |   |   |   |   |   |   |   |    |    |    |    |    |    |    |    |    |    |    |    |    |    |    |    |    |    |    |    |    |    |    |    |    | 6      |
| Stand na speelronde                   | 4e | 5e |   |   |   |   |   |   |   |    |    |    |    |    |    |    |    |    |    |    |    |    |    |    |    |    |    |    |    |    |    |    |    |    | 5e     |
| Aantal doelpunten per speelronde      | 4  | 2  |   |   |   |   |   |   |   |    |    |    |    |    |    |    |    |    |    |    |    |    |    |    |    |    |    |    |    |    |    |    |    |    | 6      |
| Aantal tegendoelpunten per speelronde | 1  | 2  |   |   |   |   |   |   |   |    |    |    |    |    |    |    |    |    |    |    |    |    |    |    |    |    |    |    |    |    |    |    |    |    | 3      |
| Doelsaldo na speelronde               | +3 | +3 |   |   |   |   |   |   |   |    |    |    |    |    |    |    |    |    |    |    |    |    |    |    |    |    |    |    |    |    |    |    |    |    | +3     |

### Topscorers
| Nr.                           | Naam                          | Goal |
| ----------------------------- | ----------------------------- | ---- |
| 1.                            | Troy Parrott                  | 3    |
| 2.                            | Denso Kasius                  | 1    |
| 2.                            | Ibrahim Sadiq                 | 1    |
| Eigen doelpunten tegenstander | Eigen doelpunten tegenstander | 1    |
| Totaal                        | Totaal                        | 6    |

| Nr.                           | Naam                          | Goal |
| ----------------------------- | ----------------------------- | ---- |
| 1.                            |                               |      |
| Eigen doelpunten tegenstander | Eigen doelpunten tegenstander | 0    |
| Totaal                        | Totaal                        | 0    |

| Nr.                           | Naam                          | Goal |
| ----------------------------- | ----------------------------- | ---- |
| 1.                            |                               |      |
| Eigen doelpunten tegenstander | Eigen doelpunten tegenstander | 0    |
| Totaal                        | Totaal                        | 0    |

### Assists
| Nr.    | Naam         | Assist |
| ------ | ------------ | ------ |
| 1.     | Mateo Chávez | 1      |
| 1.     | Sven Mijnans | 1      |
| 1.     | Ernest Poku  | 1      |
| 1.     | Kees Smit    | 1      |
| Totaal | Totaal       | 4      |

| Nr.    | Naam   | Assist |
| ------ | ------ | ------ |
| 1.     |        |        |
| Totaal | Totaal | 0      |

| Nr.    | Naam   | Assist |
| ------ | ------ | ------ |
| 1.     |        |        |
| Totaal | Totaal | 0      |